# Orendain
Orendain là một đô thị trong tỉnh Guipúzcoa thuộc cộng đồng tự trị Xứ Basque, Tây Ban Nha.